# بيلي نيكولز
بيلي نيكولز (بالإنجليزية: Billy Nichols)‏ هو موسيقي أمريكي، ولد في 1940 في كارولتون في الولايات المتحدة.

## وصلات خارجية
- بيلي نيكولز على موقع IMDb (الإنجليزية)
- بيلي نيكولز على موقع ميوزك برينز (الإنجليزية)
- بيلي نيكولز على موقع ديسكوغز (الإنجليزية)